# ショジョ恋。-処女のしょう子さん-
『ショジョ恋。-処女のしょう子さん-』（ショジョこい しょじょのしょうこさん）は、山科ティナによる日本の漫画作品。『ar』（主婦と生活社）にて、2019年9月号から2023年1月号まで連載された。
過去の恋愛のトラウマで26歳にして処女であることにコンプレックスを抱くキャリアウーマンが、「恋家プロジェクト」という恋活シェアハウスに入居し、同居人たちと繰り広げる恋愛模様が描かれる。
同誌の2023年4月号に番外編が掲載されている。
2023年3月にFODにて配信ドラマ化され、同年4月期にフジテレビ（関東ローカル）にて放送された。

## 登場人物

### 恋家の同居人たち
庄司 しょう子〈26〉
やりてのキャリアウーマン。美人だが恋愛経験が少なく、処女であることがコンプレックス。
月島 圭〈19〉
美大で建築学を学ぶ学生。ミステリアス男子。苦学生で家賃無料につられて「恋家」に入居。
田中 有希〈26〉
書店勤務の男性。毎日書店で立ち読みするしょう子に好意を抱き、彼女の誘いで「恋家」へ入居する。
百田 絹江 / モモ〈25〉
サロン勤務の女性。これまでモテてきたオーラを放つ。
小町 莉央 / りおぴぃ〈21〉
服飾学校の学生。人の心を見抜くことに長けている。
五十嵐 輝〈28〉
青年実業家。高学歴・高収入・イケメンのハイスペック男子。

## 書誌情報
- 山科ティナ 『ショジョ恋。-処女のしょう子さん-』 主婦と生活社〈主婦と生活社 ムック〉、全4巻
  1. 2020年7月10日発売[6]、ISBN 978-4-391-15507-5
  2. 2021年6月11日発売[7]、ISBN 978-4-391-15609-6
  3. 2022年9月9日発売[8]、ISBN 978-4-391-15832-8
  4. 2023年3月17日発売[9]、ISBN 978-4-391-15924-0

## その他
アーティストが漫画作品を題材にした楽曲を製作するプロジェクト「ヨムオト」の第24弾として、本作とフィロソフィーのダンスによるコラボレーションが実施され、「恋をしてもいいですか」が製作された。

## 配信ドラマ
『ショジョ恋。』（ショジョこい）のタイトルで、2023年3月21日の0時より、動画配信サービス「FOD」にて配信中。また、同年4月13日（12日深夜）から6月1日（5月31日深夜）まで、フジテレビ（関東ローカル）にて放送された。主演は松村沙友理。

### キャスト

#### 恋家の同居人たち
庄司しょう子〈26〉
演 - 松村沙友理
やりてのキャリアウーマン。美人だが恋愛経験が少なく、処女であることがコンプレックス。
月島圭〈19〉
演 - 美波
美大で建築学を学ぶ学生。ミステリアス男子。
田中有希〈26〉
演 - 曽田陵介
書店勤務の男性。毎日書店で立ち読みするしょう子に好意を抱き、彼女の誘いで「恋家」へ入居する。
百田絹江 / モモ〈25〉
演 - 岡本夏美
サロン勤務の女性。恋愛上級者。
小町莉央 / りおぴぃ〈21〉
演 - 寺本莉緒
服飾学校の学生。人の心を見抜くことに長けている。
五十嵐輝〈28〉
演 - 岡宏明
青年実業家。高学歴・高収入・イケメンのハイスペック男子。付き合いで「恋家」へ入居する。

#### その他
ファタール
演 - AMEMIYA
恋家の主催者。株式会社ラバーズの社長。

### スタッフ
- 原作 - 山科ティナ『ショジョ恋。-処女のしょう子さん-』（主婦と生活社所載）[4]
- 企画 - 葉山浩樹[4]
- 脚本 - 山下すばる[4]、松本美弥子[4]
- 音楽 - 片田陽依[4]
- 主題歌 - さとうもか「ルビー」（YUUI）[4]
- オープニング曲 - YouNique「たった一瞬」（HR・MUSIC）[4]
- 演出 - 北川瞳[4]、吉野主[4]
- プロデュース - 田淵麻子[4]
- プロデューサー - 木村綾乃（The icon）[4]、高石明彦（The icon）[4]
- 制作協力 - The icon
- 制作著作 - フジテレビ

### 配信日程
| 配信回 | 配信日  | 放送日  | サブタイトル                                                      | 脚本       | 演出   | 配信時間 |
| ------ | ------- | ------- | ----------------------------------------------------------------- | ---------- | ------ | -------- |
| 第1話  | 3月21日 | 4月13日 | 恋愛経験ゼロ!アラサー女子の恋活スタート                           | 山下すばる | 北川瞳 | 23分     |
| 第2話  | 3月21日 | 4月20日 | 恋活シェアハウスでの共同生活は波乱の幕開け!                       | 松本美弥子 | 北川瞳 | 25分     |
| 第3話  | 3月21日 | 4月27日 | しょう子の恋が動き出す!運命の学祭デート                           | 山下すばる | 吉野主 | 25分     |
| 第4話  | 3月21日 | 5月04日 | ライバル登場!?恋の駆け引きは思わぬ方向に-                         | 山下すばる | 吉野主 | 27分     |
| 第5話  | 3月28日 | 5月11日 | ドキドキのクリスマスデート!しょう子の恋はまさかの三角関係に発展!? | 松本美弥子 | 北川瞳 | 26分     |
| 第6話  | 4月04日 | 5月18日 | 温泉旅行でそれぞれの恋が入り乱れる!?さらに、あの男が動き出す!     | 松本美弥子 | 吉野主 | 26分     |
| 第7話  | 4月11日 | 5月25日 | 私が自然でいられる相手とは…アラサー女子、遂に彼氏ができる!?       | 山下すばる | 北川瞳 | 26分     |
| 最終話 | 4月18日 | 6月01日 | 私の恋の正解                                                      | 山下すばる | 北川瞳 | 31分     |